# Carlo Chiti
Carlo Chiti (* 19. Dezember 1924 in Pistoia; † 7. Juli 1994 in Mailand) war ein italienischer Konstrukteur von Rennwagen und Motoren. Einen Namen hat er sich vor allem in der langjährigen und erfolgreichen Zusammenarbeit mit Alfa Romeo bzw. Autodelta gemacht.

## Berufliche Stationen
Chiti studierte an der Universität Pisa Flugzeugtechnik und schloss seine Ausbildung mit einem Doktortitel ab. Sein erstes Engagement ergab sich bei dem italienischen Mischkonzern Montecatini in Mailand. Hier arbeitete er von 1948 bis 1952.

### Alfa Romeo
Von 1952 bis 1957 arbeitete Chiti bei Alfa Romeo. Hier war er überwiegend in der Versuchsabteilung („Reparto Sperimentale“) beschäftigt; er arbeitete an Fahrzeugen wie der Disco Volante und der Giulia.

### Ferrari
1957 wechselte Chiti zu Ferrari und wurde dort Leiter der Konstruktionsabteilung. Seine Arbeit umfasste die Entwicklung von Straßen-, Sport- und Rennwagen, aber auch von Motoren.
Folgende Wagen wurden maßgeblich von Chiti entwickelt:
- Ferrari Dino 246F1 und 156 von 1959 (Frontmotorfahrzeuge für die Formel 1 und Formel 2)
- Ferrari 246MP und 156 MP von 1960 (Heckmotorfahrzeuge für die Formel 1 und Formel 2)
- Ferrari 156 („Squalo“ oder „Sharknose“), der unter Phil Hill die Automobil-Weltmeisterschaft 1961 dominierte
- Ferrari Testarossa TR59, TRI60 und TRI61 (Sportwagen)
- Ferrari Dino 246SP von 1961 (Sport-Prototypen)

Mit diesen Modellen hatte Carlo Chiti wesentlichen Anteil am einsetzenden Aufstieg der Scuderia Ferrari in der Formel 1. Vor allem konnte er Enzo Ferrari davon überzeugen, vom bisher vorherrschenden konventionellen Antriebskonzept (Frontmotor mit Hinterradantrieb) auf die Mittelmotortechnik umzusteigen. Wegen Unstimmigkeiten verließ er jedoch im November 1961 zusammen mit Giotto Bizzarrini die Firma Ferrari.

### ATS
Gemeinsam mit einigen anderen ehemaligen Kollegen versuchten Chiti und Bizzarrini unter dem Namen Automobili Turismo e Sport (ATS) eine neue Automobilmarke zu schaffen, die Ferrari sowohl im Bereich von Straßensportwagen als auch in der Formel 1 Konkurrenz machen sollte.
ATS erschien mit einem von Carlo Chiti entworfenen Rennwagen namens ATS Tipo 100 zu einzelnen Rennen der Automobil-Weltmeisterschaft 1963. Das Auto verfügte über einen ebenfalls von Chiti konstruierten Achtzylindermotor mit 1,5 Litern Hubraum. Zum Ärger von Enzo Ferrari war es Chiti gelungen, den Amerikaner Phil Hill, der noch 1961 mit Ferrari Weltmeister geworden war, ebenfalls in sein neues Projekt zu integrieren. Der Rennstall scheiterte allerdings noch im Laufe des Jahres. Auto und Motor waren extrem unzuverlässig, und die Organisation des Teams wurde von Beobachtern als chaotisch beschrieben. Phil Hill sah nur ein einziges Mal das Ziel: Beim Großen Preis von Italien wurde er 15.; dabei hatte er 23 Runden Rückstand auf Jim Clark, der im Lotus siegte.
Der ebenfalls projektierte Straßensportwagen von ATS war nicht erfolgreicher. Motor und Chassis waren eine Entwicklung von Carlo Chiti, die Aufsehen erregende Karosserie kam von Giovanni Michelotti. Im Laufe des Jahres 1963 wurden etwa zwölf Fahrzeuge hergestellt, von denen die meisten heute noch existieren.
Ende 1963 ging ATS das Geld aus; das Unternehmen wurde geschlossen. Das Formel-1-Material wurde in einem kurzlebigen Formel-1-Team namens Derrington-Francis wiederverwertet; das Werk selbst und die Produktionsstätten wurden von dem venezianischen Adligen Conte Giovanni Volpi di Misurata erworben, der daraus sein noch heute mit Legenden behaftetes Unternehmen Scuderia Serenissima formte. Carlo Chiti ging nicht mit nach Venedig; er blieb in Mailand und gründete ein weiteres Unternehmen.

### Autodelta
Anfang 1964 gründete Chiti gemeinsam mit Ludovico Chizzola, einem Alfa-Romeo-Händler, die Firma Auto Delta, später Autodelta. Autodelta entwickelte sich sehr bald zur Rennwagenabteilung von Alfa Romeo. Nach dem Alfa Romeo TZ2 konzentrierte man sich mit dem Alfa Romeo GTA sehr erfolgreich auf den Tourenwagensport. Wenig später kam der Alfa Romeo Tipo 33 hinzu, der vor allem bei Langstreckenrennen zahlreiche Siege einfuhr. Der von Chiti für den Tipo 33 entwickelte Zwölfzylinder-Boxermotor wurde 1978 bei Brabham auch in der Formel 1 eingesetzt. 1979 stieg Alfa Romeo mit einem weiterentwickelten V12-Motor mit einem eigenen, zunächst von Autodelta geführten Werksteam in die Formel 1 ein, aber die großen Erfolge blieben jetzt aus. Zudem war Alfa Romeo Anfang der 1980er Jahre von starken Finanzsorgen geplagt.
Anfang der 1980er Jahre entwickelte Chiti für Autodelta einen Turbomotor nach Formel-1-Konfiguration, der von 1982 bis 1985 im Alfa-Romeo-Werksteam lief und von 1984 bis 1988 in zahlreichen Überarbeitungsstufen vom Kundenteam Osella verwendet wurde. Der Motor mit der Bezeichnung Alfa Romeo 890T wurde von vielen Beobachtern als typisches Chiti-Kind beschrieben: ungewöhnlich konfiguriert (acht Zylinder bei nur 1,5 Litern Hubraum), schwer, leistungsschwach und verbrauchsstark. Der Turbomotor fuhr in seiner siebenjährigen Lebensdauer nur wenige Weltmeisterschaftspunkte ein.
Eine erste Trübung der Beziehung zwischen Chiti bzw. Autodelta und Alfa Romeo zeichnete sich Ende 1981 ab. Nach der dritten vergleichsweise erfolglosen Formel-1-Saison entschloss Alfa Romeo sich dazu, den operativen Renneinsatz des Formel-1-Werksteams ab 1982 nicht mehr von Autodelta, sondern von dem eigenständigen Rennstall Euroracing durchführen zu lassen. Die Aufgaben Autodeltas sollte auf die Konstruktion der Rennwagen und der Motoren beschränkt bleiben. Das bedeutete de facto eine erhebliche Einschränkung der Befugnisse Carlo Chitis.
Weitere Schwierigkeiten zeichneten sich ab, als Alfa Romeo Ende 1984 die Organisationsstruktur bei Autodelta änderte. Danach musste Chiti einen Teil seines Einflusses an den ehemaligen Lancia-Ingenieur Gianni Tonti abgeben und wurde auf diese Weise weitgehend auf die Funktion eines Beraters beschränkte. Chiti war darüber nicht glücklich, und er äußerte seine Unzufriedenheit wiederholt in einigen Presseinterviews. Diese Änderungen führten dazu, dass sich Chiti und Autodelta im Oktober 1984 voneinander trennten.

### Motori Moderni
Ende 1984 gründete Carlo Chiti auf Initiative von Giancarlo Minardi und mit finanzieller Unterstützung von Piero Mancini in Biandrate (Provinz Novara) das Unternehmen Motori Moderni. Motori Moderni entwickelte in kürzester Zeit einen V6-Turbomotor für die Formel 1, der zwischen 1985 und 1987 bei Minardi und daneben in der Formel-1-Weltmeisterschaft 1986 auch kurzfristig bei AGS eingesetzt wurde. Der Motor war kein Erfolg. In drei Jahren fuhr er keinen einzigen Weltmeisterschaftspunkt ein.
In der Formel-1-Weltmeisterschaft 1990 erschien schließlich noch ein weiteres von Carlo Chiti und Motori Moderni entwickeltes Triebwerk im Grand Prix-Sport, das allerdings nicht den Namen des Konstrukteurs trug, sondern unter dem Namen des Geldgebers gemeldet wurde: Das (wiederum) ungewöhnliche, als Zwölfzylinder mit 120 Grad Zylinderwinkel ausgelegte Triebwerk war von Subaru in Auftrag gegeben worden und wurde 1990 von Coloni eingesetzt, einem italienischen Rennstall, den Subaru Ende 1989 mehrheitlich übernommen hatte. Das Triebwerk war – abgesehen von dem hoffnungslosen W12-Motor von Life Racing – der schwächste und zugleich schwerste Motor des Feldes. In acht Anläufen schaffte Colonis Fahrer Bertrand Gachot nicht ein einziges Mal die Vorqualifikation. Danach – noch im Sommer 1990 – gab Subaru jede weitere Bemühung auf, sich in der Formel 1 zu engagieren. Einen neuen V12-Motor mit 90 Grad Zylinderwinkel, den Subaru noch 1989 bei Carlo Chiti in Auftrag gegeben hatte, nahmen die Japaner nicht mehr ab. Chiti bestätigte in einem Interview aus dem Jahr 1991, der Motor sei fertig entwickelt, und ein Prototyp habe einen Prüfstandtest überstanden. Es fand sich aber kein Team, das an dem Aggregat interessiert war.
Ende 1990 zog sich Chiti vom Berufsleben zurück.